# Jürgen Petschull
Jürgen Petschull (né le 15 août 1942 à Berlin) est un journaliste et écrivain allemand.

## Biographie
Petschull travaille pour la Westdeutsche Allgemeine Zeitung (WAZ) à Duisbourg et ensuite comme rédacteur et reporter à la Neue Rhein/Ruhr Zeitung (NRZ) à Essen, avant d'être engagé au magazine Stern à  Hambourg. Il publie en tant que journaliste de nombreux reportages en se spécialisant dans des histoires dramatiques. Petschull fut également reporter en chef pour le magazine Géo et rédacteur de différentes publications de Gruner + Jahr. 
Jürgen Petschull écrit des livres documentaires et des romans qui sont traduits dans  plusieurs langues. Il habite à Brème avec son épouse Cornelia.

## Quelques œuvres

### Documentaires
- Mit dem Wind nach Westen. Die abenteuerliche Flucht von Deutschland nach Deutschland. Goldmann, Münich, 1980,  (ISBN 3-442-11501-9).
- Die Mauer. August 1961–November 1989. Vom Anfang und vom Ende eines deutschen Bauwerks. 2., aktualisierte Auflage. Gruner und Jahr, Hambourg, 1989,  (ISBN 3-570-02534-9).
- Der Wahn vom Weltreich. Die Geschichte der deutschen Kolonien. Manfred Pawlak Verlag, Herrsching, 1990. (avec Thomas Höpker)  (ISBN 3-881-99315-0).

### Romans
- Der Märtyrer. Roman. Hoffmann und Campe, Hambourg, 1986,  (ISBN 3-455-05905-8).
- Der Herbst der Amateure. Roman. Piper, Münich, 1991,  (ISBN 3-492-03417-9).
- Der letzte Tanz im Paradies. Roman. Osburg, Berlin, 2009,  (ISBN 978-3-940731-29-6).
- Der fünfte Schatten. Roman. Osburg, Berlin, 2010,  (ISBN 978-3-940731-49-4).